# Hypoxestinus frontalis
Hypoxestinus frontalis is een hooiwagen uit de familie Assamiidae.